# Thập niên 470
Thập niên 470 hay thập kỷ 470 chỉ đến những năm từ 470 đến 479.